# Kalksburger Pfarrkirche

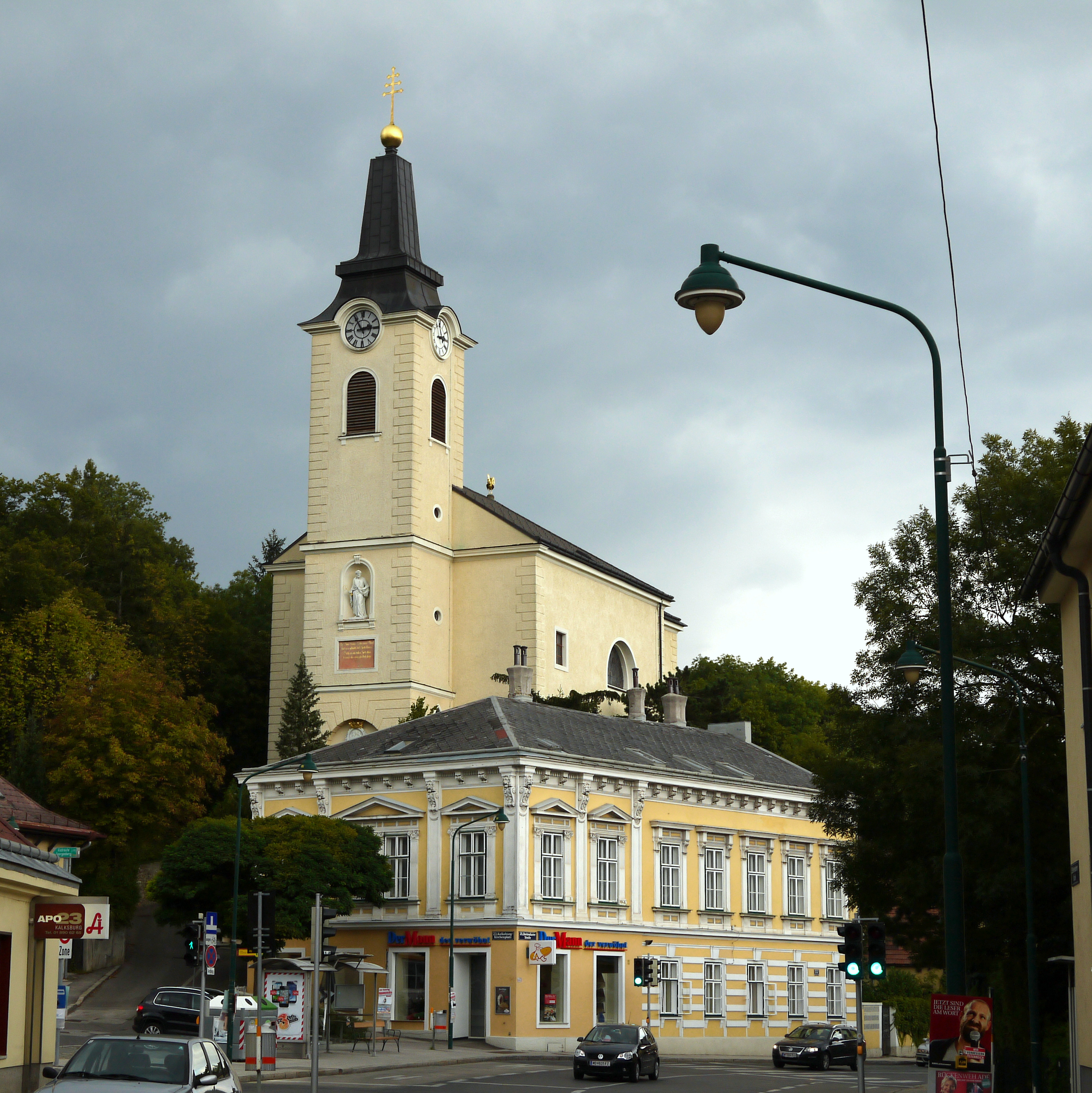
Kalksburg-Kirchenplatz mit der Kalksburger Pfarrkirche

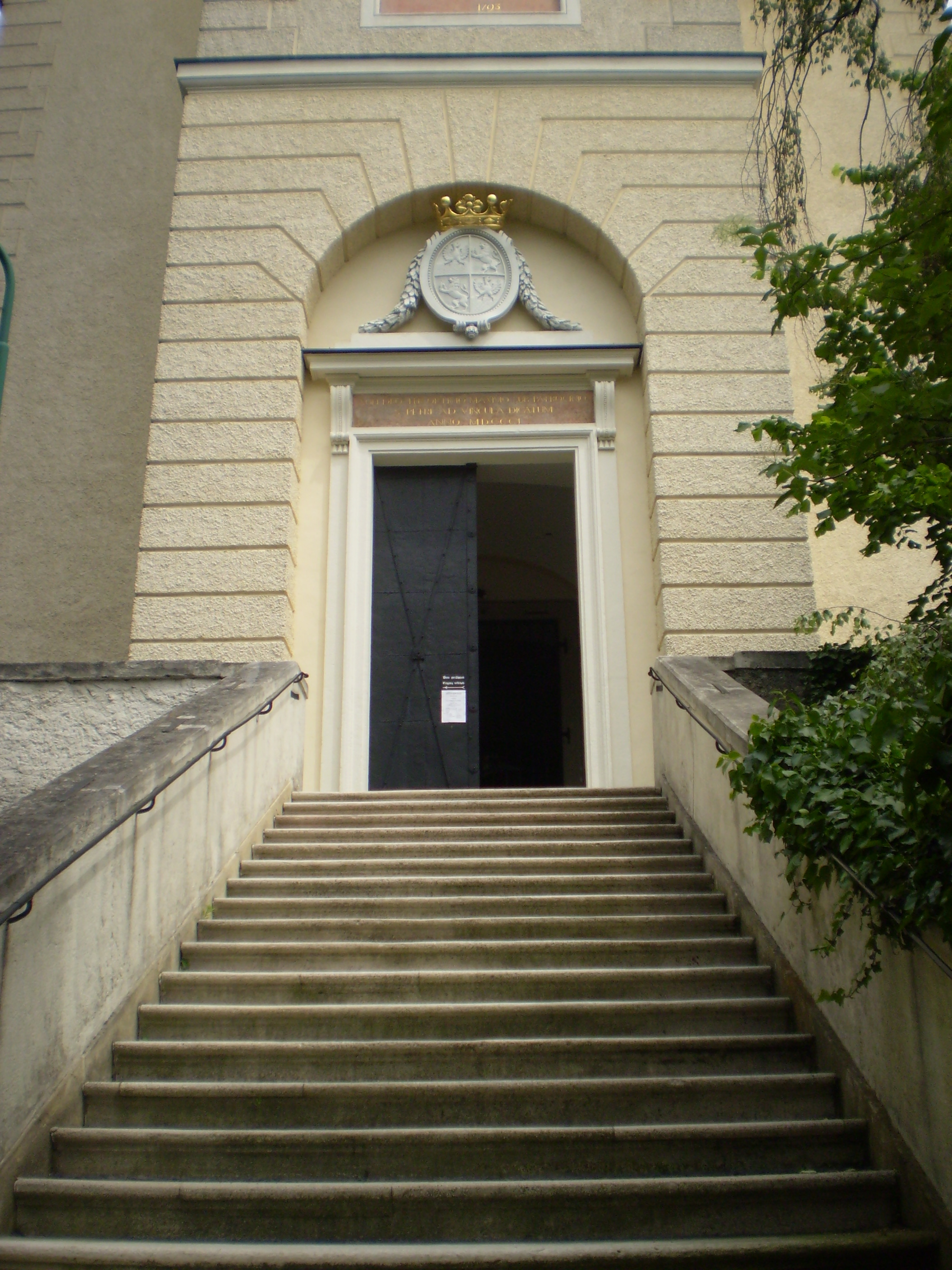
Portal der Kirche

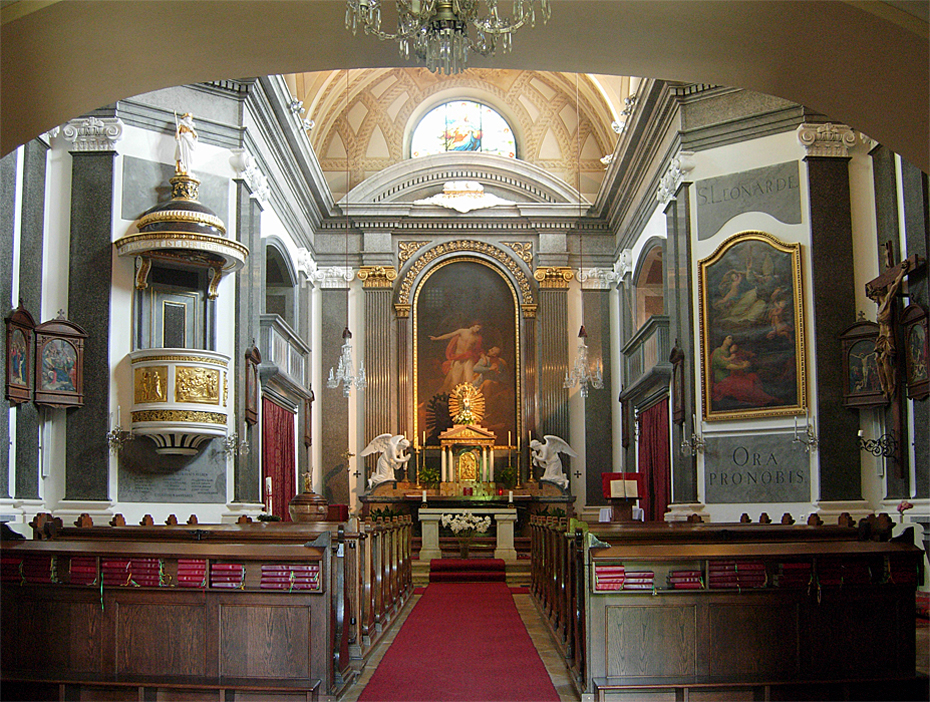
Innenansicht

Die Kalksburger Pfarrkirche „Zum heiligen Petrus in Ketten“ ist eine römisch-katholische Kirche im Stadtteil Kalksburg im 23. Wiener Gemeindebezirk Liesing. Franz von Mack, Besitzer der Herrschaft Kalksburg, ließ die Kirche in den Jahren 1793 bis 1801 erbauen.

## Geschichte
Der Vorgängerbau der Pfarrkirche Kalksburg war eine Kapelle, die 1783 zur Lokalkaplanei erhoben wurde und damit nicht länger von der Pfarrkirche Atzgersdorf betreut wurde. 1793 wurde das alte Gebäude abgerissen und bis 1801 ein klassizistischer Neubau nach Plänen des Tiroler Architekten Johann Baptist Zobel errichtet. Seit 1805 besteht die eigenständige Pfarre Kalksburg.

## Künstlerische Ausgestaltung
Die Deckenfresken mit Darstellungen des jüngsten Gerichts, des letzten Abendmahls und der Schöpfung stammen von Joseph Keller. Das Hochaltarbild zum Thema der Befreiung des Petrus aus dem Gefängnis des Herodes Agrippa I. wurde von Hubert Maurer geschaffen. Das barocke Gemälde Christus in Fesseln ist ein Werk von Paul Troger. Seit 1803 befindet sich eine Kopie der Marienstatue Magna Mater Austriae der Basilika von Mariazell in der Pfarrkirche Kalksburg.

### Orgel
Die bedeutende Orgel aus dem Jahr 1801 wurde vom Wiener Orgelbauer Anton Pfliegler erbaut. Abgesehen von kleinen Umbauten und Reparaturen ist die Orgel weitgehend im Originalzustand erhalten. Die Orgel wurde 2024 von Wolfgang Karner restauriert. Das Instrument hat 18 Register auf zwei Manualen und Pedal (mit kurzer Oktav) bei folgender Disposition:
| I Hauptwerk C–d3 |            |       |  |
| 1.               | Prinzipal  | 8′    |  |
| 2.               | Flöte      | 8′    |  |
| 3.               | Waldflöte  | 8′    |  |
| 4.               | Salicional | 8′    |  |
| 5.               | Oktav      | 4′    |  |
| 6.               | Spitzflöte | 4′    |  |
| 7.               | Quint      | 2 ⁄3′ |  |
| 8.               | Oktav      | 2′    |  |
| 9.               | Mixtur V   |       |  |

| II Brüstungspositiv C–d3 |           |    |  |
| 10.                      | Copel     | 8′ |  |
| 11.                      | Prinzipal | 4′ |  |
| 12.                      | Flöte     | 4′ |  |
| 13.                      | Dulciana  | 4′ |  |
| 14.                      | Oktav     | 2′ |  |

| Pedal CDEFGA–a0 |          |        |  |
| 15.             | Subbaß   | 16′    |  |
| 16.             | Oktavbaß | 8′     |  |
| 17.             | Quintbaß | 5 1⁄3′ |  |
| 18.             | Oktavbaß | 4′     |  |

- Koppeln:  II/I, I/P.